# Niloti
Niloti (eng. Nilotes, Nilotic peoples).- Zajednički naziv crnačkim narodima, i plemenima, poglavito stočarima, nastanjenim po istočno-afričkim državama Kenija, Uganda, Južni Sudan i Tanzanija. Niloti sredinom 20. stoljeća broje oko 7,000,000 ljudi. Oni se od svojih susjeda razlikuju po svojim fizičkim karakteristikama (mogu narasti i do 7 stopa (2,10 m), te svojom osobitom kulturom koja se odlikuje velikom ljubavi prema stoci. Uz stočarstvo Niloti imaju i motičku poljoprivredu, te je zastupljeno i nešto lova, ribolova i sakupljanja. 
Nomadsko stočarstvo prvenstveno je izraženo među Nuerima i Dinkama. Tijekom kišne sezone ove dvije grupe Nilota žive u stalnim naseljima izgrađenim iznad razine vode, gdje se bave kultiviranjem tla i čuvanjem stoke u blizini sela. Za vrijeme sušnog perioda žive u stočarskim kampovima, u blizini pitkih izvora vode gdje postoje mogućnosti ispaše stoke, a usput se bave i ribolovom. 
Glavne skupine Nilota su: Acholi, Dinka, Luo, Masai, Nandi, Nuer i Šiluk (Shilluk). 

## Klasifikacija
Niloti govore s 52 jezika i poglavito su rašireni po Južnom Sudanu i Ugandi. Tri glavne grupe su istočni, zapadni i južni.
A) Istočni Niloti
- Bari,
- Dongotono
- Donyiro, govore nyangatom
- Kakwa
- Karamojong
- Langgo, govore lango
- Lokoya
- Lopid, govore lopit jezikom.
- Lotuko, govore otuho.
- Masai
- Mondari, govore mandari. Etničke grupe: Mondari Boronga, Sere, Böri.
- Ongamo, govore jezikom ngasa.
- Samburu
- Teso
- Topotha
- Turkana

B) Zapadni Niloti
- Alur
- Anuak
- Atwot, govore reel. Pod-pleemna: Apak (sebe zovu Atuot), Luac, Jilek, Rorkec, Akot, Kuek.
- Belanda Bor
- Burun
- Dhr Thuri, govore thuri
- Dinka
- Jopadhola ili Budama, govore adhola
- Jumjum
- Kumam
- Lango
- Lokoro, govore päri
- Luo
- Mabaan
- Nuer
- Šiluk (Shilluk)

C) Južni Niloti
- Aramanik, Tanzanija, 3,000 (2002). Nazivani i "Ndorobo", "Dorobo".
- Datooga (Tatoga), Tanzanija, 87,798 (2000 WCD). Obuhvaćaju i Barabaig, etc.
- Endo, Kenija, 80,000 (1997 SIL).
- Kalenjin, Kenija, 2,458,123 (popis 1989). Uključuju: 471,459 Kipsigis, 261,969 Nandi, 110,908 Keiyo, 130,249 Tugen (1980 Heine and Möhlig).
- Kisankasa, Tanzanija, 4,670 (1987). Nazivani i "Ndorobo", "Dorobo".
- Mediak, Tanzanija,  Nazivani i "Ndorobo", "Dorobo".
- Mosiro, Tanzanija,
- Okiek, kenija i tanzanija. Etničkih 36,869 (2000). Nazivani i "Ndorobo"
- Omotik, Kenija. Etničkih 200 ili više (2000). Nazivani i "Ndorobo"
- Pokoot, Kenija.  264,000 (1994 I. Larsen BTL).
- Sabaot, Kenija, 143,000 (1994 I. Larsen BTL).
- Sebei, govore jezikom kupsabiny. Uganda, 120,000 (1994 UBS).
- Talai, Kenija, 38,091 (2000 WCD).
- Tugen, Kenija, 144,000 (1987 BTL).

## Vanjske poveznice
- Nilotes
- Nilotic People Group Tree